# Ivano-Frankivska oblast
Ivano-Frankivska oblast ili Ivano-Frankovska oblast (ukrajinski: Івано-Франківська область, ruski: Ивано-Франковская область) administrativna je oblast koja se nalazi se u zapadnoj Ukrajini. Upravno središte oblasti je grad Ivano-Frankivsk.

## Zemljopis
Ivano-Frankivska oblast ima ukupnu površinu 13.900 km2 i nalazi se na obroncima Karpata u zapadnoj Ukrajini.
Oblast se može podijeliti u tri regije: planinski, brežuljkasti i ravničarski. Karpati se nalaze u južnim i zapadnim dijelovima oblasti, oni zauzimati gotovo polovicu površine cijele oblasti i podijeljene su u Gorgane s najvišim vrhom Sivulja (1818 m) i Čornohoru s najvišim vrhom Goverla (2061 m)
Najveća rijeka oblasti je Dnjestar.
Jedna trećina oblast prekrivena je šumama. Karpatsko područje posjeduje 10 % svih nacionalnih šumskih resoursa.
Klima je blago-kontinentalna s hladnom i vlažnom ljetima i blagim zimama. Prosječna mjesečna temperatura u lipnju je 18 °C s 12 – 16 °C u planinama. Prosječna mjesečna temperatura u siječnju je –4 °C sa –6 °C u planinama. Prosječna količina oborina varira godišnje oko 650 mm do 1550 mm u planinama.

## Administrativna podjela
Ivano-Frankivska oblast dijeli se na 14 rajona i 15 gradova od kojih njih pet ima viši administrativni stupanj, također oblast ima i 15 malih gradova i 765 naselja.

## Vanjske poveznice
- Službena stranica oblasti  Arhivirana inačica izvorne stranice od 16. veljače 2021. (Wayback Machine)

### Ostali projekti
|  | Zajednički poslužitelj ima još gradiva o temi Ivano-Frankivska oblast |